# Lugo di Vicenza

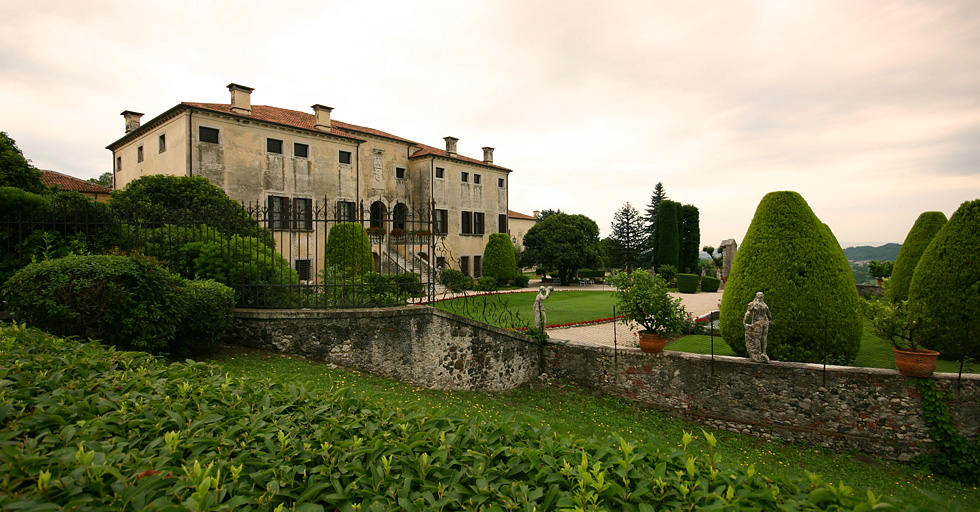
Die von Andrea Palladio errichtete Villa Godi.

Lugo di Vicenza ist eine nordostitalienische Gemeinde (comune) mit 3540 Einwohnern (Stand 31. Dezember 2023) in der Provinz Vicenza in Venetien. Die Gemeinde liegt etwa 22 Kilometer nördlich von Vicenza am Astico. 

## Gemeindepartnerschaften
Lugo di Vicenza unterhält inneritalienische Partnerschaften mit den Gemeinden Ostra Vetere in der Provinz Ancona und Cerchiara di Calabria in der Provinz Cosenza.

## Sehenswürdigkeiten
Die Villa Godi und die Villa Piovene gehören zum Weltkulturerbe der von Andrea Palladio errichteten Villen.

## Persönlichkeiten
- Massimo Briaschi (* 1958), Fußballspieler (Sturm)